# Boris Wassiljewitsch Spasski
Boris Wassiljewitsch Spasski (russisch Борис Васильевич Спасский, wiss. Transliteration Boris Vasil'evič Spasskij; * 30. Januar 1937 in Leningrad; † 27. Februar 2025 in Moskau) war ein russisch-französischer Schachspieler. Durch den Sieg in seinem nach 1966 zweiten Weltmeisterschaftskampf gegen Tigran Petrosjan war Spasski ab 1969 der zehnte Weltmeister in der Geschichte des Schachspiels, bis er 1972 dem amerikanischen Großmeister Bobby Fischer unterlag.

## Leben

### Jugend
Boris Spasski trat als Neunjähriger der Schachsektion im Leningrader Pionierpalast bei. Sein enormes Talent wurde sofort erkannt und staatlich gefördert. Neben der Bereitstellung des angesehenen Trainers Wladimir Sak erhielt Spasski ein monatliches Stipendium. Als Zehnjähriger errang er den sowjetischen Spielgrad der ersten Kategorie, als Elfjähriger gewann er die Meisterschaft seiner Schachsektion. Im Jahre 1952 nahm er am Halbfinale zur UdSSR-Meisterschaft in Riga teil und errang 50 Prozent der möglichen Punkte. Im gleichen Jahr wurde er Zweiter bei der Leningrader Meisterschaft.
Seine Erfolge veranlassten den sowjetischen Schachverband, ihn 1953 zu seinem ersten internationalen Turnier nach Bukarest zu entsenden. Spasski teilte Platz 4 bis 6 und erhielt daraufhin, als 16-Jähriger, vom Weltschachbund FIDE den Titel Internationaler Meister verliehen.

### Jugendweltmeister und Großmeister

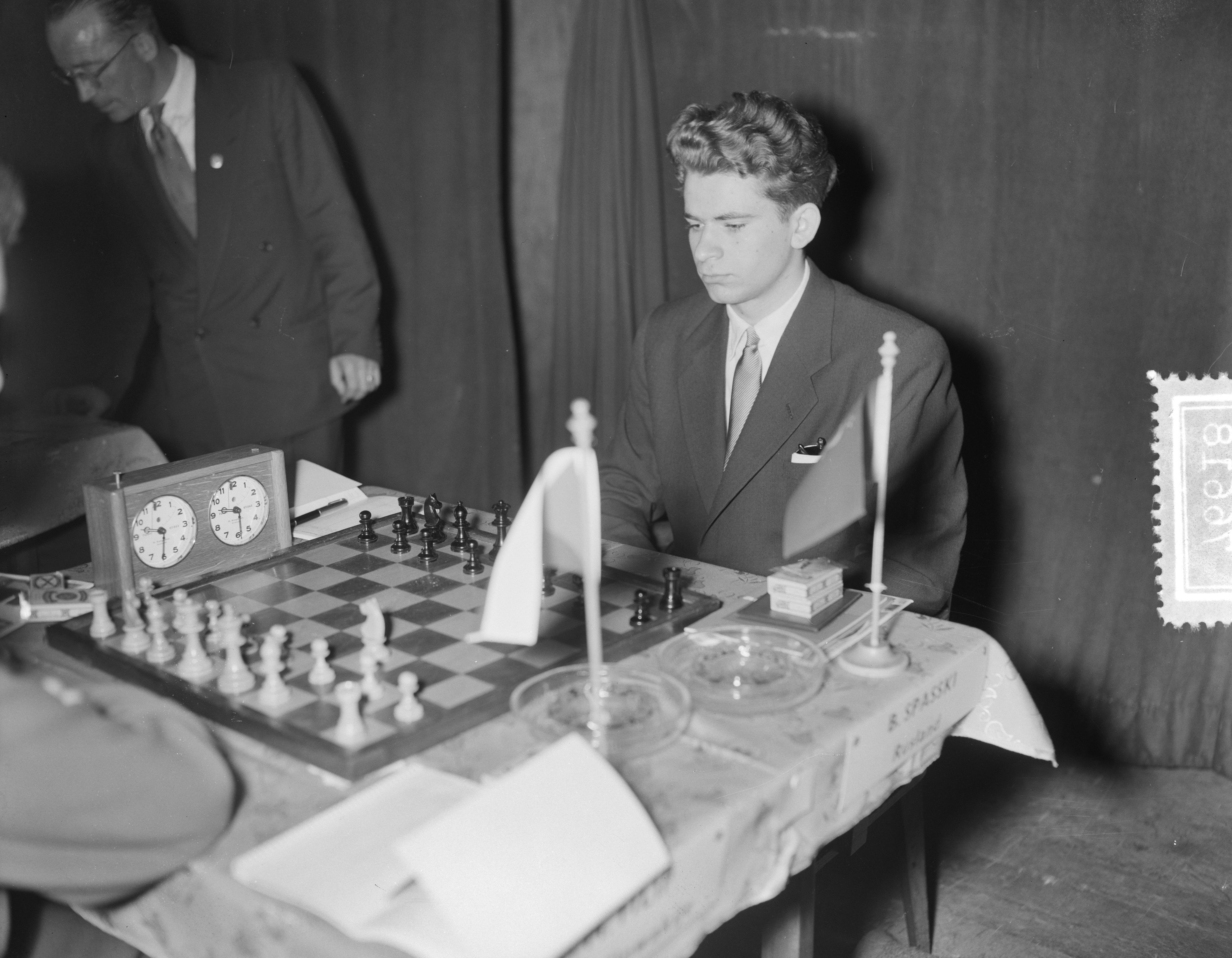
Spasski beim Kandidatenturnier Amsterdam 1956

Seine Erfolgsserie riss nicht ab: 1954 gewann er das angesehene „Turnier der jungen sowjetischen Meister“ in Leningrad und wurde im Halbfinale zur 22. UdSSR-Meisterschaft Vierter, was ihn zur UdSSR-Meisterschaft 1955 qualifizierte. Bei der UdSSR-Meisterschaft, die zugleich ein Zonenturnier der FIDE war, gelangte Spasski auf den geteilten 2. bis 6. Platz und qualifizierte sich für das Interzonenturnier. Ebenfalls in diesem Jahr wurde Spasski in Antwerpen Juniorenweltmeister U20 und nahm am Interzonenturnier in Göteborg teil, bei dem er auf den geteilten 7. bis 9. Platz gelangte und sich somit für das Kandidatenturnier in Amsterdam 1956 qualifizierte. Für seine Erfolge verlieh ihm die FIDE 1955 den Titel eines Großmeisters. 1956 wurde Spasski bei der 23. UdSSR-Meisterschaft in Leningrad zusammen mit Awerbach und Taimanow geteilter Erster.
Sein geteilter 3. bis 7. Platz im Amsterdamer Kandidatenturnier war gleichfalls ein großer Erfolg für den 19-Jährigen, doch ein weiterer großer Sieg blieb ihm in den nächsten Jahren versagt. Zweimal (1958 und 1961) verlor er, jeweils in Führung liegend, seine Partie in der Schlussrunde bei UdSSR-Meisterschaften. Er gewann zwar die 29. UdSSR-Meisterschaft 1961, doch war sie kein Zonenturnier der FIDE. Erst durch einen geteilten ersten bis vierten Platz beim Zonenturnier der UdSSR 1964 konnte er sich wieder für das Interzonenturnier qualifizieren. Bei dem im gleichen Jahr in Amsterdam ausgerichteten Interzonenturnier teilte er ebenfalls den ersten bis vierten Rang.

### Der erste Anlauf auf den Weltmeisterthron
Sein Erfolg berechtigte ihn zur Teilnahme am Kandidatenturnier 1965, das erstmals in Wettkampfform ausgerichtet wurde. Er traf im Viertelfinale auf Paul Keres, den er mit 6:4 (+4 =4 −2) ausschaltete, im Halbfinale schlug er Efim Geller noch deutlicher 5,5:2,5 (+3 =5 −0) und gewann das Finale gegen Ex-Weltmeister Michail Tal mit 7:4 (+4 =6 −1).
Seinen ersten Wettkampf um die Schachweltmeisterschaft verlor er 1966 gegen Tigran Petrosjan knapp mit 11,5:12,5 (3 Siege, 4 Niederlagen, 17 Unentschieden). Spasski stand für den nächsten WM-Zyklus der erneute Gang durch die Kandidatenkämpfe bevor. Als Verlierer des WM-Kampfes war er für das Kandidatenturnier 1968 vorberechtigt. Im Viertelfinale traf er erneut auf Efim Geller, den er mit dem gleichen Resultat wie 1965 schlug: 5,5:2,5 (+3 =5 −0). Im Halbfinale besiegte er den Dänen Bent Larsen 5,5:2,5 (+4 =3 −1), im Finale schließlich den Leningrader Viktor Kortschnoi 6,5:3,5 (+4 =5 −1) und wurde erneut Herausforderer von Tigran Petrosjan.

### Weltmeister 1969 bis 1972
Im Weltmeisterschaftskampf 1969 erwies sich Spasski als bedeutend besser vorbereitet. Er besiegte Petrosjan mit 12,5:10,5 (6 Siege, 4 Niederlagen, 13 Unentschieden) und wurde der 10. Schachweltmeister in der Geschichte. Im Jahre 1970 spielte er am Spitzenbrett für die Sowjetunion beim Wettkampf UdSSR gegen den Rest der Welt drei Partien gegen Bent Larsen (1,5:1,5), im selben Jahr errang er bei der Schacholympiade in Siegen mit 9,5 Punkten aus zwölf Partien die Goldmedaille am ersten Brett. In Interviews sagte er später, dass die Jahre als Weltmeister die unglücklichsten seines Lebens gewesen seien, da er sich durch die damit verbundene Verantwortung belastet gefühlt habe.
Am 1. September 1972 verlor er den Titel bei der WM 1972 in Reykjavík gegen Bobby Fischer mit dem Endresultat von 8,5:12,5 (3 Siege, 7 Niederlagen, 11 Unentschieden), gegen den er bis dahin eine positive Bilanz hatte. Durch seine Niederlage im durch die Massenmedien zum Wettkampf der Systeme (Match des Jahrhunderts) hochstilisierten Match mit dem amerikanischen Großmeister fiel Spasski in der Heimat in Ungnade. Ihm wurde vorgeworfen, seinen Titel leichtfertig durch schlechte Vorbereitung verspielt zu haben. In Reykjavík standen Spasski zahlreiche sowjetische Großmeister als Helfer zur Verfügung, während Fischer seinerseits keinen Sekundanten oder Mitarbeiter akzeptierte. Spasski rehabilitierte sich schließlich 1973 durch einen Sieg bei der 41. UdSSR-Meisterschaft.

### Weitere Kandidatenkämpfe
1974 scheiterte er im Halbfinale der Kandidatenkämpfe gegen den jungen Spitzenspieler Anatoli Karpow, der 1975 nach Fischers Rückzug vom Schach der 12. Weltmeister wurde. 1977 verlor Spasski das Kandidatenfinale gegen Viktor Kortschnoi und 1980 bereits das Viertelfinale (gegen Lajos Portisch). Spasski scheiterte beim Interzonenturnier Toluca 1982 als Dritter knapp an der Qualifikation für die Schachweltmeisterschaft 1984 und unternahm im Kandidatenturnier Montpellier 1985 für Frankreich startend einen weiteren Versuch, sich erneut für einen Weltmeisterschaftskampf zu qualifizieren.

### Nationalmannschaft
Spasski nahm an zehn Schacholympiaden teil. Mit der Sowjetunion gewann er 1962, 1964, 1966, 1968, 1970 und 1974 und erreichte 1978 den zweiten Platz, außerdem gewann er 1962 am dritten und 1970 am ersten Brett die Einzelwertung. 1957 und 1973 gewann er (ebenfalls mit der UdSSR) die Mannschaftseuropameisterschaften.

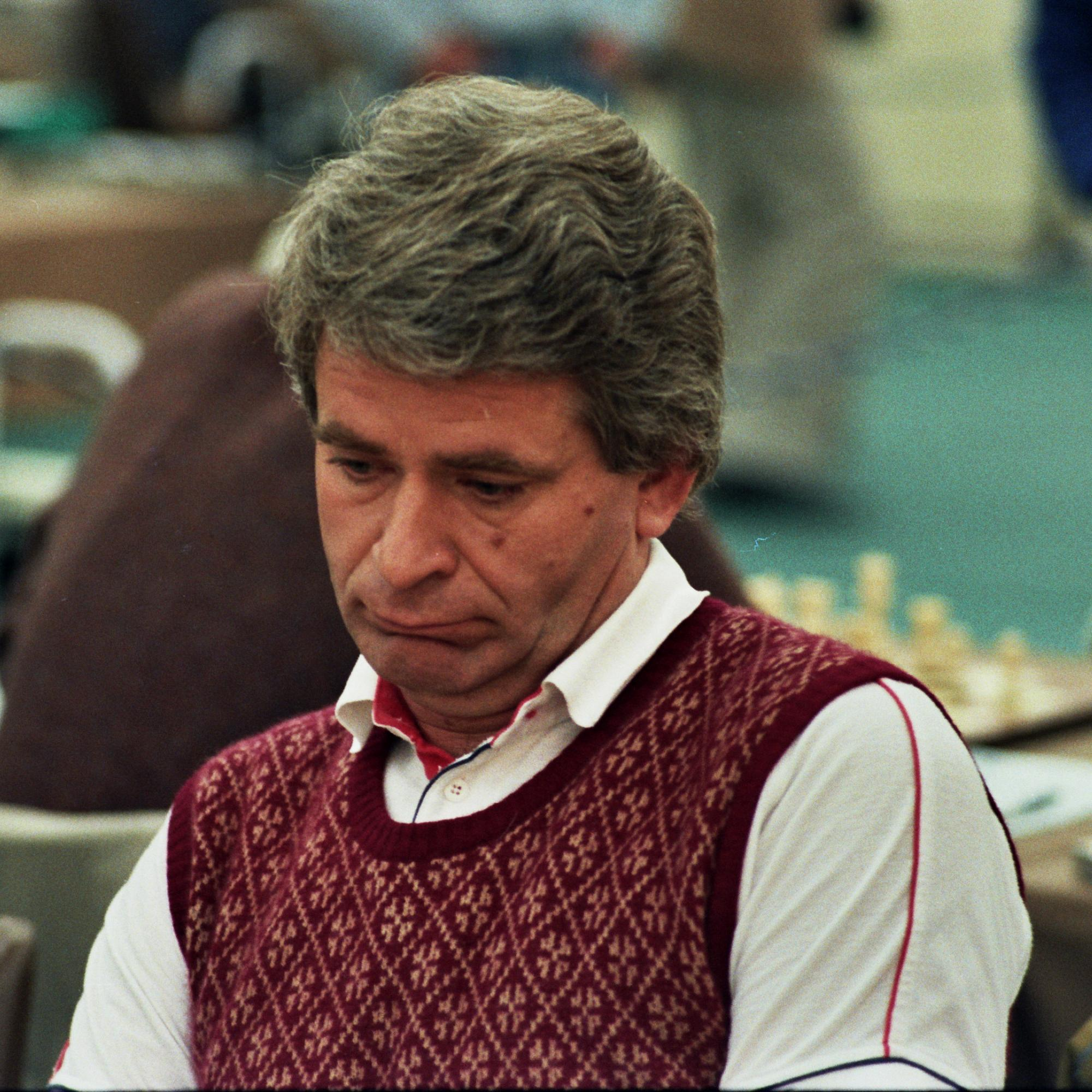
Boris Spasski bei der Schacholympiade 1984

Nachdem er seit 1976 in Frankreich lebte und auch die französische Staatsbürgerschaft angenommen hatte, spielte er für seine neue Heimat bei den Schacholympiaden 1984, 1986 und 1988 jeweils am Spitzenbrett. Außerdem nahm er mit Frankreich an der Mannschaftsweltmeisterschaft 1985 teil.

### Vereine
In den 1960er- und 1970er-Jahren spielte Spasski bei Lokomotiv. In der deutschen Schachbundesliga spielte Spasski von 1980 bis 1990 für die Solinger SG 1868, mit der er 1981, 1987 und 1988 Deutscher Mannschaftsmeister wurde. Er nahm mit Solingen dreimal am European Club Cup teil und gewann den Wettbewerb 1990.
In Frankreich spielte Spasski für Lyon-Oyonnax, Belfort Échecs (mit beiden Vereinen nahm er auch am European Club Cup teil) und zuletzt in der Saison 2001/02 für NAO Caissa.

### Wettkampf mit Bobby Fischer 1992
1992 spielte Spasski ein inoffizielles Match gegen seinen Freund Bobby Fischer, das er mit 12,5:17,5 verlor. Dieser Wettkampf, der nach 20 Jahren Schachabstinenz des Amerikaners ausgerichtet wurde, fand im vom Bürgerkrieg heimgesuchten und von den USA mit Wirtschaftssanktionen belegten Jugoslawien statt. Gastgeber war der Chef der Privatbank Jugoskandik. Dass Fischer sich wieder zum Schachbrett begab, wurde von der Schachwelt als eine Sensation wahrgenommen, für deren Zustandekommen auch die Person Spasskis mitverantwortlich war. Fischer selbst betrachtete den Wettkampf als Revanchematch für den Weltmeisterschaftskampf 1972.
Die Strafverfolgung, die Fischer infolge dieser Veranstaltung durch den US-Staat zu gewärtigen hatte und 2004 zu einem Gefängnisaufenthalt in Japan sowie drohender Abschiebung in die USA führte, bewog Spasski zu einem offenen Brief an den US-Präsidenten George W. Bush, in dem er um eine „Korrektur des Fehlers von Präsident François Mitterrand von 1992“ bat: „Bobby und ich begingen dasselbe Verbrechen. (...) Verhaften Sie mich!“

### Nach 2001

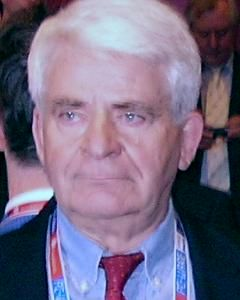
Boris Spasski bei der Schacholympiade 2008

Spasski absolvierte nach der Saison 2001/02 der französischen Mannschaftsmeisterschaft keine Elo-gewertete Partie mehr und wurde daher von der FIDE als inaktiv geführt. Gelegentlich spielte er jedoch bei Schaukämpfen, so 2005 in Mainz anlässlich des 80. Geburtstages von Wolfgang Unzicker oder im Dezember 2009 in Elista bei einem Wettkampf über acht Partien gegen Viktor Kortschnoi, der unentschieden endete.
Im Dezember 2020 wurde er zum FIDE-Ehrenmitglied ernannt.

## Privates
Spasski war dreimal verheiratet. Mit seiner ersten Ehefrau Nadja bekam er eine Tochter, mit der zweiten Ehefrau Larissa einen Sohn.
1975 heiratete er Marina, eine Französin mit russischen Wurzeln, die in der Konsularabteilung der französischen Botschaft in Moskau arbeitete. Gegen den Willen der Führung des sowjetischen Schachverbandes siedelte er nach Frankreich über und erhielt bereits im folgenden Jahr die französische Staatsbürgerschaft. Aus der Ehe mit Marina ging ein Sohn hervor. Nach der Scheidung nach 37 Jahren Ehe kehrte er 2012 nach Moskau zurück. Nach zwei Schlaganfällen war er auf den Rollstuhl angewiesen; er starb am 27. Februar 2025 in Moskau.
Seine Schwester Iraida Spasskaja (1944–2025) gewann vier Mal die sowjetische Meisterschaft im Damespiel.

## Stil und Spielstärke
Spasski galt als einer der begabtesten Spieler überhaupt. Mit seiner höchsten Elo-Zahl von 2690 lag er im Juli 1971 hinter Bobby Fischer auf dem zweiten Platz der Weltrangliste. Seine beste historische Elo-Zahl vor Einführung der Elo-Zahlen betrug 2773; er erreichte sie im Juli 1969.
In seiner besten Phase, Ende der 1950er und über die ganzen 1960er Jahre hinweg, war er als ein besonders feiner Angriffsspieler im Mittelspiel gefürchtet, der aber auch die  Eröffnung und das Endspiel außerordentlich präzise behandelte. In der damaligen Sowjetunion prägte man infolge Spasskis Schachstil den Begriff Universalstil, der als geradezu höchste Auszeichnung für die Spielweise eines Schachmeisters galt. Nachdem er sein Ziel erreicht hatte und Weltmeister geworden war, fehlte ihm allerdings der unbedingte Wille, sein Potential voll auszuschöpfen. Er gab sich zunehmend mit schnellen Unentschieden zufrieden und bezeichnete sich in Interviews als „faulen russischen Bären“.
| Die zur Anzeige dieser Grafik verwendete Erweiterung wurde dauerhaft deaktiviert. Wir arbeiten aktuell daran, diese und weitere betroffene Grafiken auf ein neues Format umzustellen. (Mehr dazu) |

## Partien
- Spasski – Bronstein, UdSSR-Meisterschaft 1960
- Larsen – Spasski, Belgrad 1970